# Димановски манастир
Димановският манастир (на гръцки: Μονή Ντιμάνοβο) се намира на западните склонове на централен Тайгет, Пелопонес, Гърция. Името му е славянско и се свързва с милингите, като е изписвано на димотики и като (на гръцки: Ντίμιοβα, Τίμιοβα, Τίνοβα, Ντιμόνοβο). Легендата отнася основаването на манастира по времето на иконоборството, т.е. VIII и IX век, но византолозите твърдят, че е основан не по-рано от края на XVI и началото на XVII век. 

## Архитектура
Датира от началото на XVII век въз основа на патриаршески печати, от които се установява като ставропигия. Католиконът му е посветен на Успение Богородично и принадлежи към архитектурния тип на двускатна кръстовидна изписана църква с купол, без притвор и с полукръгла арка. Куполът е с цилиндричен барабан. Отвън носещите греди на кръста са покрити с двускатен керемиден покрив, а ъгловите с едноскатен покрив. В северозападния ъгъл на храма се издига четиристранен шпил. Църквата е изписана от йеромонах Дамаскин от 1663 г. според ктиторския надпис над западната входна врата.  Дърворезбованият иконостас на католикона е от 1773 г., а чудотворната манастирска икона е „Богородица Димановитиса“, която има иконографския тип на „Гликофилуса“ и носи името „Надеждата на християните“.
До 1944 г. манастирът е мъжки, а през 1960 г. е преобразуван в женски, какъвто е и през 2022 г. Манастирският празник се отбелязва на 15 август, когато се изнася чудотворната манастирска икона на литийно шествие из околността. 